# Munkaidőkeret
A munkaidőkeret az az időszak, amin belül a munkaidő rugalmasan osztható be; a szokásos megkötéseknek (heti öt nap, napi nyolc óra) ilyenkor nem minden héten, hanem csak a munkaidőkeret egészére számított átlagban kell teljesülnie. Például heti öt munkanap helyett a kéthetes munkaidőkeretben beosztott alkalmazott dolgozhat páros heteken hat napot, páratlan heteken négy napot. 
A legszakszerűbben dr. Máriás Attila - Munkaidőkeret Kalauz 2.0 c. könyvében került a fogalom meghatározásra mégpedig az alábbiak szerint: “A munkaidőkeret a napi munkaidő és az általános munkarendre eső munkaszüneti nappal nem érintett munkanapok alapulvételével, órában meghatározott munkaidő mennyiség, melyet a munkáltató az annak alapjául szolgáló hetekben vagy hónapokban meghatározott, kezdő és befejező időponttal rendelkező időtartam alatt jogosult a munkavállaló részére egyenlőtlenül beosztani.”
A munkaidőkeret az elszámolási időszak alternatívája; mindkettő lehetővé teszi a munkaidő rugalmas beosztását, hogy a szerződésben megszabott óraszámnak csak egy hosszabb időszak átlagában kelljen teljesülnie, de a munkaidőkeret esetében ezek az időszakok egymást követik, elszámolási időszak alkalmazásakor pedig hetente kezdődnek és párhuzamosan futnak. A ledolgozott órák számát a munkaidőkeret végén kell összeszámolni, és ha a munkavállaló többet dolgozott a keretben előírt óraszámnál, ekkor kell a bérpótlékot kifizetni. A túlmunka független a munkaidőkerettől; a keretben egy adott napra elrendelhető nyolcnál több óra, és ez nem számít túlmunkának, de az előre elrendelt időn kívüli munka igen, valamint a vasárnap és munkaszüneti napon történő munkavégzés is.
Az egy napra jutó munkaidő (teljes munkaidős foglalkoztatás esetén) munkaidőkeret alkalmazásával sem lehet kevesebb négy óránál, és nem lehet több tizenkét óránál (a túlórákat is beleszámítva), valamint (heti átlagban) heti negyvennyolc óránál; kivétel ez alól a készenléti jellegű munkakör, vagy ha az alkalmazott a munkáltató hozzátartozója. Fiatalkorú munkavállalót naponta legfeljebb nyolc órát lehet foglalkoztatni, legfeljebb egyhetes munkaidőkeretben, és a heti pihenőnap és pihenőidő egyenlőtlenül nem osztható be.
A munkaidő-beosztás (munkarend) meghatározása alapvetően a munkáltatói jogkör része, ezért tehát a munkaidőkeretet a munkáltató egyoldalúan határozhatja meg; bevezetéséhez vagy módosításához nincs szükség szerződésre, azonban írásban ki kell hirdetni. Várandós vagy legfeljebb három éves gyermeket nevelő anya, vagy legfeljebb három éves gyermeket nevelő egyedülálló szülő esetén a munkáltató csak a munkavállaló beleegyezésével alkalmazhat munkaidőkeretet.  Egy 2019. január 1-től hatályos módosítás szerint a munkáltató a közölt munkaidő-beosztást a munkavállaló írásbeli kérésére is módosíthatja.
A munkaidőkeret tartama általában legfeljebb négy hónap lehet; bizonyos munkatípusok (megszakítás nélküli vagy többműszakos munka, idényjellegű munka, készenléti jellegű munkakör, valamint polgári repülésben, belföldi és nemzetközi közúti személyszállításban és árufuvarozásban, a menetrend szerinti helyi és helyközi közúti személyszállításban, vasúti személyszállításban és árufuvarozásban, vagy kikötőben foglalkoztatott munkavállalók) esetén hat hónap. Kollektív szerződéssel a munkaidőkeret kiterjeszthető egy évre (a Munka Törvénykönyve 2019. január 1-jén hatályba lépő módosításával három évre).
Az OMMF 2004-es ellenőrzése idején a munkaidőkeretet jellemzően a kereskedelemben, a vendéglátásban, a benzinkutaknál és az építőiparban alkalmazták.

## Külső hivatkozások
- Bardócz Iván: Munkaidőkeret és elszámolási időszak. Adó Online, 2015. április 15. (Hozzáférés: 2018. december 25.)
- Bardócz Iván: Munkaidőkeret és elszámolási időszak II.. Adó Online, 2015. május 4. (Hozzáférés: 2018. december 25.)